# José Surano
José Carlos Surano (Buenos Aires, 18 settembre 1920 – ...) è stato un calciatore argentino, di ruolo centrocampista.

## Carriera
Proveniente dal Chacarita Juniors, squadra argentina che militava in Primera División, arrivò nella massima serie italiana nel campionato 1947-1948 nelle file della Salernitana allenata da Gipo Viani. L'esordio, che coincise con l'unica partita di Surano nella squadra campana, avvenne contro la Lucchese il 14 marzo 1948 (sconfitta per 1-0).
L'anno seguente passò alla Cremonese, in Serie B, disputando 12 incontri e realizzando due reti. Nella stagione 1950-1951 militò nel Maglie in Serie C.